# Gezāz
Gezāz (persiska: گزاز) är en ort i Iran.   Den ligger i provinsen Ardabil, i den nordvästra delen av landet, 300 km nordväst om huvudstaden Teheran. Gezāz ligger 1 645 meter över havet och antalet invånare är 357.
Terrängen runt Gezāz är kuperad, och sluttar västerut. Runt Gezāz är det ganska glesbefolkat, med 38 invånare per kvadratkilometer. Närmaste större samhälle är Khalkhāl, 15,8 km nordost om Gezāz. Trakten runt Gezāz består i huvudsak av gräsmarker.